# Sint-Jan Baptistkerk (Wildert)

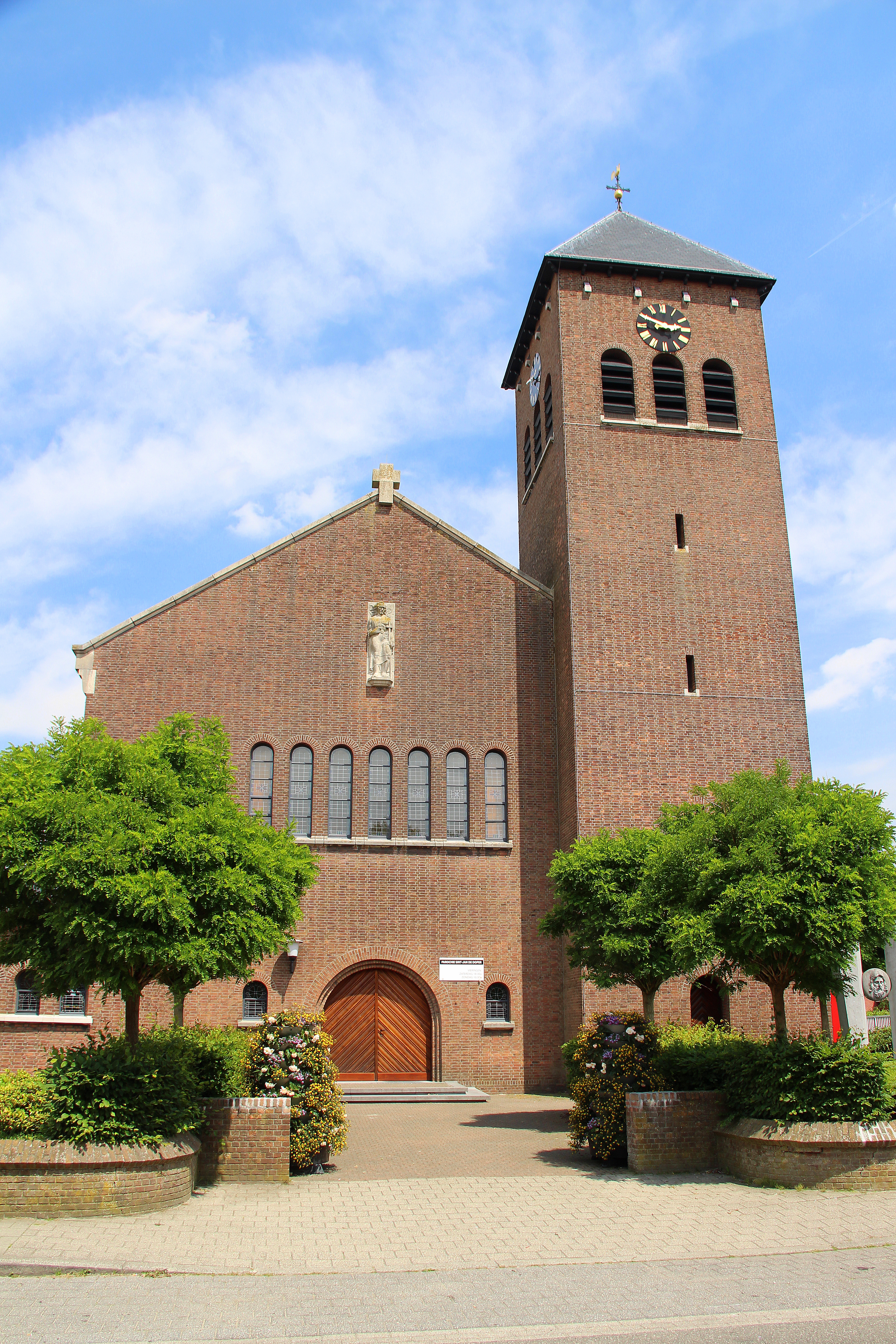
Sint-Jan Baptiststraat

De Sint-Jan Baptistkerk is de parochiekerk van de tot de Antwerpse gemeente Essen behorende plaats Wildert, gelegen aan de Sint-Jansstraat 87.
In 1877 werd Wildert een zelfstandige parochie. Er kwam een school. De huidige bakstenen kerk werd in 1943 gebouwd in sobere neoromaanse stijl naar ontwerp van Van Kerkhoven.
Boven het ingangsportaal bevindt zich een reliëf dat Johannes de Doper voorstelt.
De kerk heeft een halfronde apsis en een naastgebouwde vierkante vlakopgaande toren, gedekt door een tentdak.